# Paola Fantato
Paola Fantato, född 13 september 1959, är en italiensk bågskytt. Hon deltog vid olympiska sommarspelen 1996.